# Rhaphiptera punctulata
Rhaphiptera punctulata là một loài bọ cánh cứng trong họ Cerambycidae.